# Großer Keetzsee
Der Große Keetzsee liegt im Naturpark Feldberger Seenlandschaft, im Landkreis Mecklenburgische Seenplatte in Südostmecklenburg auf dem Stadtgebiet Neustrelitz östlich der Bundesstraße 96. Er ist ein langstreckter, wenig gegliederter, vom Grundwasser durchströmter Rinnensee. Er ist 1400 Meter lang und hat eine ungefähre Breite von 350 Metern.
Die Flächen um den See wurden bis in das 19. Jahrhundert landwirtschaftlich genutzt. Ab den 1850er Jahren wurden die bis dahin abflusslosen Großer und Kleiner Keetzsee mit dem Godendorfer See verbunden, der durch Wasserlauf des Godendorfer Mühlenbachs-Hegensteinfließes in die Havel entwässert. Der Grundwasserspiegel senkte sich in der Folge um einen Meter und die höher gelegenen Flächen konnten aufgeforstet werden. So ist das Seeufer komplett bewaldet. Das Gebiet nördlich des Sees war ab 1930 militärisches Sperrgebiet. Der Große und Kleine Keetzsee befinden sich im Naturschutzgebiet Keetzseen.
Der Seename leitet sich vom slawischen Wort hyža für Hütte ab, was für eine frühere Siedlung am Seeufer spricht.

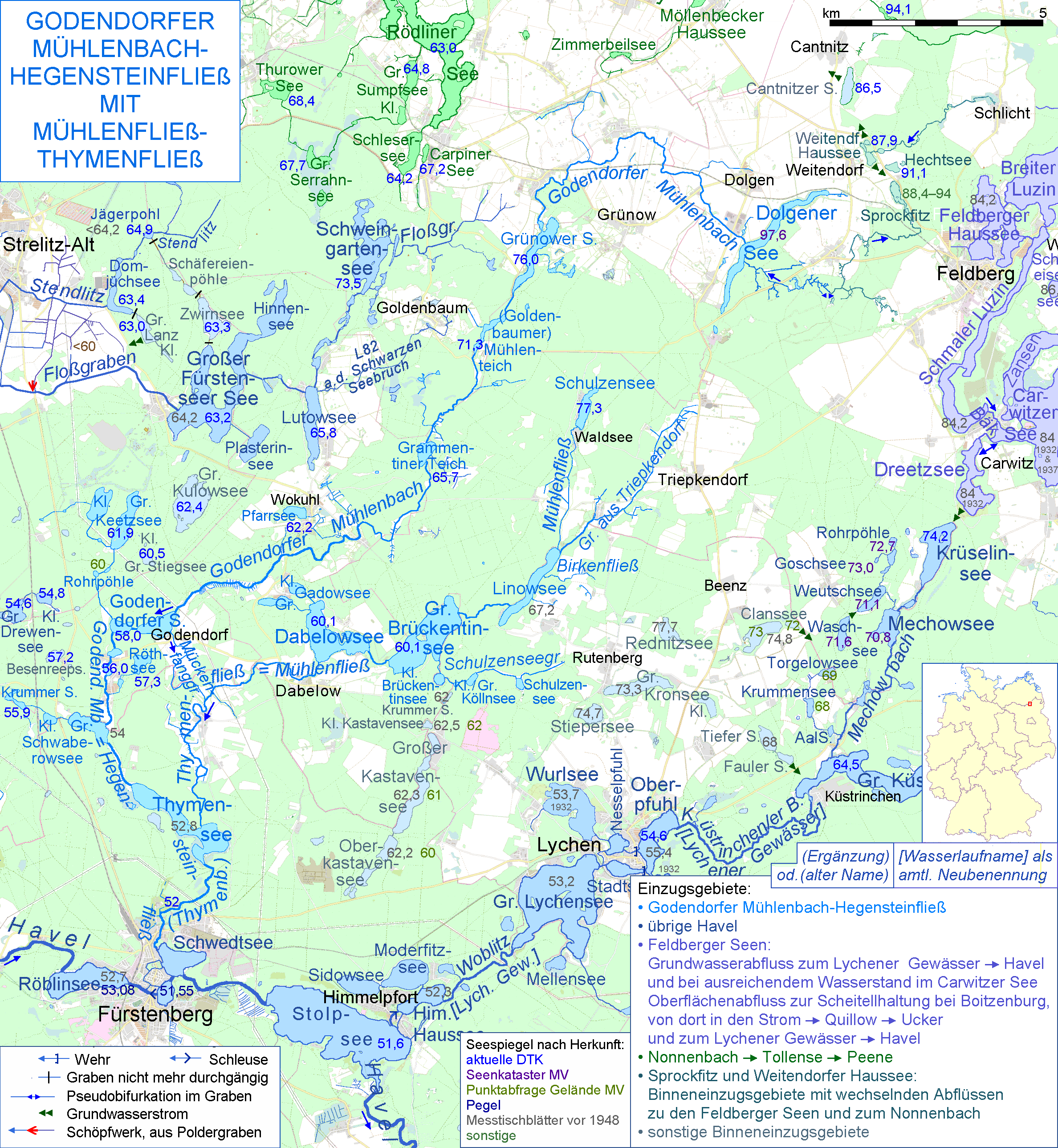
Die Keetzseen im Westen des Einzugsgebietes des Godendorfer Mühlenbachs-Hegensteinfließes